# Внуково (Борисоглебский район)
Внуково — село Борисоглебского района Ярославской области, входит в состав Вощажниковского сельского поселения.

## География
Расположено на берегу реки Могза в 8 км на восток от центра поселения села Вощажникова и в 13 км на северо-восток от райцентра посёлка Борисоглебский.

## История
Каменная одноглавая церковь с колокольней во имя Покрова Пресвятой Богородицы и св. апост. Петра и Павла в селе сооружена прихожанами в 1790 году на месте сгоревшей деревянной.
В конце XIX — начале XX село входило в состав Вощажниковской волости Ростовского уезда Ярославской губернии. В 1885 году в деревне было 15 дворов.
С 1929 года село входило в состав Вощажниковского сельсовета Борисоглебского района, с 2005 года — в составе Вощажниковского сельского поселения.

## Население
| 1859 | 2007 | 2010 |
| ---- | ---- | ---- |
| 54   | ↘0   | →0   |

## Достопримечательности
В селе расположена недействующая Церковь Покрова Пресвятой Богородицы (1790).